# John Pulman
John Pulman (12 december 1923 – 25 december 1998) was een Brits professioneel snookerspeler. Het hoogtepunt van zijn carrière was gedurende de jaren 60 van de 20e eeuw, toen hij zeven maal wereldkampioen werd. 

## Biografie
Pulman won in 1946 de Britse amateurtitel, en schakelde nadien over op professioneel niveau. Zijn eerste professionele titel was de Empire News Event in 1951. In 1955 bereikte hij voor het eerst de finale van de World Matchplay, maar verloor toen van Fred Davis. Een jaar later versloeg Davis hem wederom in de finale. In 1957, het daaropvolgende jaar, deed Davis niet mee en won Pulman de titel.
In 1964 won Pulman voor de eerste keer het World Snooker Championship, en verdedigde met succes zijn titel in de daarop volgende wedstrijden. In 1968 werd hij voor het laatst kampioen door de Australiër Eddie Charlton te verslaan. Na 1969 ging het hem minder goed af. In 1970 verloor hij in de finale van Ray Reardon. In 1977 haalde hij de halve finales, maar verloor die van de latere winnaar John Spencer.
In 1982 stopte Pulman met zijn profcarrière. Hij was toen inmiddels voor de BBC gaan werken als commentator. Kort na zijn pensioen werd hij commentator bij ITV, samen met Dennis Taylor, Mark Wildman, Ray Edmonds en Jim Meadowcroft. In 1992 werd hij er ontslagen.
Pulman stierf met kerst 1998 na een val van de trap in zijn eigen huis. Hij was toen net 75 jaar geworden.

## Gewonnen toernooien
- Empire News Event - 1951
- News of the World Championship - 1954 en 1957
- World Snooker Championship - 1964 (challenge matches, tweemaal gewonnen), 1965 (challenge matches, drie keer gewonnen), 1966 en 1968
- World Matchplay - 1957

Joe Davis · Walter Donaldson · Fred Davis · Horace Lindrum · John Pulman · John Spencer · Ray Reardon · Alex Higgins · Terry Griffiths · Cliff Thorburn · Steve Davis · Dennis Taylor · Joe Johnson · Stephen Hendry · John Parrott · Ken Doherty · John Higgins · Mark Williams · Ronnie O'Sullivan · Peter Ebdon · Shaun Murphy · Graeme Dott · Neil Robertson · Mark Selby · Stuart Bingham · Judd Trump · Luca Brecel · Kyren Wilson · Zhao Xintong